# Кравчик, Катажина
Катажина Кравчик (пол. Katarzyna Krawczyk, р.6 сентября 1990) — польская спортсменка, борец вольного стиля, призёр чемпионатов мира и Европы, а также I Европейских игр.

## Биография
Родилась в 1990 году в Миколайках. В 2010, 2013 и 2014 годах становилась чемпионкой Польши. В 2011 году стала бронзовой призёркой чемпионата Европы. В 2015 году завоевала серебряную медаль Европейских игр. В 2018 году вновь стала бронзовой призёркой чемпионата Европы.
На чемпионате мира 2021 года, который состоялся в норвежской столице в городе Осло, польская спортсменка завоевала бронзовую медаль. В полуфинале уступила спортсменке из Японии Акари Фудзинами.